# Степень многочлена
Степенью многочлена одной комплексной переменной называется количество всех его корней с учётом их кратности. Из основной теоремы алгебры и из следствия теоремы Безу следует, что любой многочлен p(x) степени n возможно представить в виде a(x − x1)…(x − xn), где x1, …, xn — это все комплексные корни многочлена с учётом кратности, а константа a ≠ 0 — старший коэффициент многочлена. Раскрыв скобки в выражении a(x − x1)…(x − xn), можно получить эквивалентное определение: степень многочлена одной переменной — это максимальная из степеней всех его слагаемых-одночленов, тождественно не равных нулю.
Это определение имеет обобщение: полная степень многочлена с несколькими переменными — это максимальная из степеней всех его одночленов, тождественно не равных нулю, относительно всех переменных, участвующих в них, одновременно.
Многочленное уравнение d переменных, которое с помощью равносильных преобразований можно привести к виду p(x1,…,xd) = 0, где полином p(x1, …, xd) имеет степень n, называется (многочленным) уравнением степени n.
Степень полинома обозначается deg (англ. degree, фр. degré, от лат. gradus + de-).

## Названия определённых степеней
- Степень многочлена, тождественно равного нулю, не определена, но в некоторых случаях её принимают равной −1 или −∞ (ниже).[2]
- Степень константы, не равной нулю, — 0.
- Степень линейного многочлена — 1. Уравнение, в котором линейная функция приравнивается нулю, — уравнение 1-й степени.
- Степень квадратного многочлена — 2. Соответствующее уравнение — уравнение 2-й степени.
- Степень кубического многочлена — 3. Ему соответствует уравнение 3-й степени.

В d-мерном евклидовом пространстве (d − 1)-мерная поверхность, являющаяся решением уравнения p(x1,…,xd) = 0 степени n с декартовыми координатами x1, …, xd, называется (d − 1)-мерной поверхностью n-го порядка. Термин порядок фактически означает степень уравнения. Отдельные названия гиперповерхностей:
- квадрика — гиперповерхность второго порядка. В одномерном случае квадрика представляет собой конику — плоскую кривую, один из эквивалентных способов получить которую — пересечь прямой круговой конус плоскостью;
- кубика — гиперповерхность третьего порядка. Примеры плоских кубик: кубика Чирнгауза, полукубическая парабола;
- квартика — гиперповерхность 4-го порядка: например, квартика Люрота.

## Примеры
1. Многочлен x(x − 2) имеет вторую степень, так как он состоит из двух линейных сомножителей.
2. У многочлена (2x − 1)(3x − 2) коэффициенты 2 и 3 можно вынести за скобки: 2 × 3(x − 1/2)(x − 2/3), — так что он имеет степень 2.
3. У многочлена 16x5 + (−20)x3 + 5x + (−1) одночлен с наибольшей степенью — это 16x5, а значит, степень многочлена равна 5.
4. Многочлены могут быть записаны в неканоническом виде: например, полином (x2 + 1)2 − (−x2 + 1)2 имеет степень 2, так как он представляет собой одночлен 4x2.
5. 2(2x − y)xy является многочленом третьей степени.
6. Многочлен x2 + y имеет вторую степень, поскольку одночлен с наибольшей степенью равен x2, причём этот многочлен уже нельзя разложить на линейные множители от x и y.
7. Степень многочлена xy + y + x равна 2.

## Степень многочлена при операциях над ними

### Умножение
При умножении ненулевого многочлена p(x) на ненулевую константу c степень не изменяется:
{\displaystyle \deg {\big (}cp(x){\big )}=\deg p(x).}
Например, степень полинома 6(x − 1/2)(x − 2/3) = 6x2 − 5x + 2, как и (x − 1/2)(x − 2/3) = x2 + −5/6x + 1/3, равна 2. В более общем случае степень произведения полиномов p(x) и q(x) равна сумме степеней этих полиномов:
{\displaystyle \deg {\big (}p(x)q(x){\big )}=\deg p(x)+\deg q(x).}
К примеру, степень многочлена (x2 + 1)(x3 − x − 1) = x5 − x2 − x − 1 равна 2 + 3 = 5.

### Сложение, вычитание
Степень суммы ненулевых многочленов не может быть больше максимальной из их степеней:
{\displaystyle \deg {\big (}p(x)+q(x){\big )}\leqslant \max {\big (}{\deg }~p(x),\deg q(x){\big )}.}
То же самое неравенство верно и для разности:
{\displaystyle \deg {\big (}p(x)-q(x){\big )}\leqslant \max {\big (}{\deg }~p(x),\deg(-1\cdot q(x)){\big )}=\max {\big (}{\deg }~p(x),\deg q(x){\big )}.}
При этом если степени многочленов-слагаемых различаются, то вышенаписанные соотношения обращаются в равенства. Например, многочлен (x2 + 1)2 имеет четвёртую степень, (x + 1)2 — вторую, а многочлены (x2 + 1)2 ± (x + 1)2 — 4-ю.

### Композиция
Пусть p(x) и q(x) — ненулевые многочлены. Тогда:
{\displaystyle \deg[q\circ p(x)]=\deg[p\circ q(x)]=\deg p(x)\deg q(x).}
Например, если p(x) = x2 + 1, q(x) = x3 + 1, то степени многочленов p ∘ q(x) = x6 + 2x3 + 2 и q ∘ p(x) = x6 + 3x4 + 3x2 + 2 равны 2 × 3 = 6.

## Степень многочлена нескольких переменных
Как и в случае с одной переменной, (полная) степень одночлена нескольких переменных — сумма всех показателей степеней всех переменных в одночлене. К примеру, полная степень одночлена x1y2x3 относительно x и y равна 1 + 2 + 3 = 6.
В свою очередь, (полная) степень многочлена нескольких переменных — это максимальная из степеней всех его одночленов. Пример: многочлен xy + y + x имеет степень 2, так как одночлен с наибольшей степенью — xy.
Помимо этого, степень многочлена нескольких переменных может также рассматриваться относительно одной из переменных. Например, полином x2 + y2 + xy + x + y имеет 2-ю степень относительно x и ту же степень относительно y. Причём относительно x этот полином раскладывается на комплексные линейные множители так:
{\displaystyle x^{2}+y^{2}+xy+x+y=\left(x-{\tfrac {-y-1-{\sqrt {(y+1)(-3y+1)}}}{2}}\right)\left(x-{\tfrac {-y-1+{\sqrt {(y+1)(-3y+1)}}}{2}}\right),}
а относительно y:
{\displaystyle x^{2}+y^{2}+xy+x+y=\left(y-{\tfrac {-x-1-{\sqrt {(x+1)(-3x+1)}}}{2}}\right)\left(y-{\tfrac {-x-1+{\sqrt {(x+1)(-3x+1)}}}{2}}\right).}
Иногда на степень полинома относительно конкретной переменной могут влиять другие переменные: например, полином (x2 + 1)y2 + (x + 1)y + 1 четвёртой степени является квадратным относительно y, только если x не равняется ±i, — в противном случае одночлен (x2 + 1)y2 обратится в нуль и многочлен станет линейным: его нельзя будет разложить на два линейных множителя (относительно y).

## Степень нулевого многочлена
Степень многочлена, равного 0 при любом значении переменной(-ых), считается либо неопределённой, либо отрицательной — как правило, −1 или −∞.
В случае, когда степень такого многочлена не определена, полагают, что нулевой многочлен, строго говоря, вообще не имеет никаких одночленов-слагаемых, которые тождественно не равнялись бы нулю. Соответственно, для нулевого многочлена совсем не вводятся никакие вышенаписанные свойства степеней при преобразовании многочленов.
При этом в случае, когда степень нулевого полинома принимают равной −∞, сохраняются все свойства, приведённые выше, исключая, быть может, композицию. Для любого вещественного числа n по определению выполняются следующие свойства (свойства аффинно расширенной числовой прямой):
- {\displaystyle \max(-\infty ,n)=n;}
- {\displaystyle -\infty +n=-\infty .}[10]

Соответственно, сами степени многочленов «ведут себя» следующим образом: если p(x) — ненулевой многочлен степени n, то
- {\displaystyle \deg(p(x)+0)=\deg p(x)=n\leqslant \max(\deg p(x),\deg 0)=\max(n,-\infty )=n;}
- {\displaystyle \deg(p(x)\cdot 0)=\deg 0=-\infty ,} а с другой стороны, {\displaystyle \deg p(x)+\deg 0=n-\infty =-\infty .}